# Sportfachmann
Der Sportfachmann bzw. die Sportfachfrau ist in Deutschland ein staatlich anerkannter Ausbildungsberuf, der in einer dreijährigen dualen Ausbildung in der Regel im Trainingsbetrieb eines Sportvereines ausgebildet wird. In den ersten zwei Ausbildungsjahren besuchen die Azubis zusammen mit den Auszubildenden zum Sport- und Fitnesskaufmann eine Berufsschule vor Ort. Im dritten Ausbildungsjahr müssen sie die Bundesfachklasse der Berufsschule in Frankfurt am Main besuchen. 

## Ausbildungsinhalt
Sportfachleute informieren, beraten und betreuen Mitglieder und Kunden über Sportangebote sowie gesundheitliche Aspekte von Bewegung und Ernährung. Sie entwickeln und erarbeiten Konzepte für den Breitensport und Wettkampfsport und stellen den organisatorischen Ablauf des Sport-Trainings- und Wettkampf-Betriebes sicher. Zu ihren Aufgaben gehört es weiterhin, Sportler in einer Sportart zu trainieren und zu beraten sowie sie in sportartspezifische Regeln einzuweisen. Sie planen, koordinieren und organisieren sportartübergreifende und sportartspezifische Trainings- und Wettkampfveranstaltungen, führen sie durch und stellen bedarfsgerechte und situationsbedingte Trainings- und Wettkampfbedingungen her. Die Betreuung eines Sportlers, im Training und Wettkampf, gehört ebenso zu ihren Aufgaben wie die Leistungsbeobachtung, aus denen sie Schlussfolgerungen für das weitere Training ziehen. Sie veranlassen die Pflege und Wartung der Sportgeräte und -stätten, aber auch der dazugehörigen Anlagen. Sportfachleute müssen auch Sportgeräte, Waren und Dienstleistungen beschaffen, Geschäftsvorgänge des Rechnungswesens bearbeiten und Kalkulationen durchführen. Sie erstellen Statistiken, werten sie aus und präsentieren sie.

## Vergleichbare Ausbildungsprofile, Weiterbildung
Die Fertigkeiten, Kenntnisse und Fähigkeiten von Sportfachleuten zur  Ausübung von Trainings- und Betreuungstätigkeiten entsprechen den Profilen „Lizenzierter Fitnesstrainer Deutscher Sportstudio-Verband (DSSV)“,  „Übungsleiter/Übungsleiterin-C-Lizenz Deutscher Olympischer Sportbund (DOSB)“ sowie der „Trainerlizenz C und B des DOSB“.  
Als Weiterbildungsmöglichkeit gibt es für ausgebildete Sportfachleute das Weiterbildungsprofil Sportfachwirt.